# Людвіг Вольф
Людвіг Вольф (нім. Ludwig Wolf) — кавалер Лицарського хреста Хреста Воєнних заслуг.

## Нагороди
- Хрест Воєнних заслуг 2-го і 1-го класу
- Лицарський хрест Хреста Воєнних заслуг (21 жовтня 1943)